# Georg Spitzlberger
Georg Spitzlberger (* 2. Februar 1931 in Landshut; † 6. Dezember 2021 ebenda) war ein deutscher Historiker und Archäologe. Er beschäftigte sich vor allem mit der bayerischen Geschichte sämtlicher Epochen.

## Leben
Nach dem Abitur in Landshut studierte Georg Spitzlberger ab 1953 an der Ludwig-Maximilians-Universität München Philosophie, Romanistik und Sprachwissenschaften, ab 1956 außerdem Alte Geschichte, Bayerische Geschichte, Vor- und Frühgeschichte sowie Kunstgeschichte. Später schlossen sich Studien der Paläontologie, Geologie, Zoologie und Botanik an. Anschließend arbeitete er als Mittelschullehrer in Landshut. Von 1965 bis 1970 war er als Wissenschaftlicher Assistent am Seminar für Alte Geschichte der Ludwig-Maximilians-Universität München tätig. Am 13. Januar 1969 wurde er dort mit der Dissertation Die römischen Ziegelstempel im nördlichen Teil der Provinz Raetien zum Dr. phil. promoviert. Von 1971 bis zu seinem Eintritt in den Ruhestand 1996 war er als Direktor des "Stadt- und Kreismuseums" und des Stadtarchivs in Landshut tätig. 1974 wurde er außerdem zum Stadtheimatpfleger ernannt. Diese Aufgabe übte er noch während seines Ruhestandes aus. Von 1982 bis 2001 war Spitzlberger Vorsitzender des Historischen Vereins für Niederbayern, von 1972 bis 2002 Vorsitzender des Naturwissenschaftlichen Vereins Landshut.
Gleichzeitig nahm er Lehraufträge an der Ludwig-Maximilians-Universität München und an der Hochschule Landshut wahr. 1971 wurde er außerdem zum Honorarprofessor an der Hochschule Weihenstephan-Triesdorf ernannt, an der er ebenfalls Lehraufträge innehatte.
Spitzlbergers Forschungsarbeit erstreckte sich auf die römische Provinzialgeschichte, die bayerische Geschichte seit der Vor- und Frühgeschichte, die Epigraphik, die Paläobotanik sowie auf Latein und die romanischen Sprachen. Er veröffentlichte zahlreiche Schriften über die Geschichte auf bayerischem Boden, vor allem zu provinzialrömischen Funden. 2002 erhielt er die Goldene Bürgermedaille der Stadt Landshut. 2008 wurde er mit dem Bundesverdienstkreuz am Bande ausgezeichnet.

## Schriften (Auswahl)
- Die vorgeschichtlichen Bodendenkmale bei Kelheim-Weltenburg. Landshut, Schulabt. d. Reg. von Ndb., 1959 (Digitalisat).
- Das Leben des heiligen Severin. Bd. 1–3, Schulabt. d. Reg. von Ndb, Landshut 1963 ( Bd.1, Bd. 2, Bd.3).
- Straße und Verkehr in römischer Zeit. [2]. Landshut 1965 (Digitalisat).
- Aus der Vor- und Frühzeit Südbayerns. Isar-Post, Landshut 1967 (Digitalisat).
- Die römischen Ziegelstempel im nördlichen Teil der Provinz Raetien. Dissertation, Universität München 1969.
- Die Römer in Niederbayern. Aus der Geschichte Niederbayerns von 15 v. bis 500 n. Christus. Schulabteilung der Regierung von Niederbayern, Landshut 1970 (Sonderabdruck aus Hans Bleibrunner (Hrsg.): Beiträge zur Heimatkunde von Niederbayern. Band 2, Landshut 1970, S. 35–93, Digitalisat).
- Landshut (= Großer Kunstführer. Band 79). Schnell und Steiner, München/Zürich 1981, ISBN 3-7954-0813-X.
- Kirchen der Stadtpfarrei Achdorf, Stadt Landshut, Diözese München und Freising (= Kleine Kunstführer. Nr. 1280). Schnell und Steiner, München/Zürich 1981.
- Landshut in Geschichte und Kunst. 1. Auflage. Hornung, Riemerling 1987, ISBN 3-88804-018-3 (2. Auflage 1989; 3. Auflage 1991).
- Die Juden im mittelalterlichen Landshut. Jüdisches Leben in Altbayern. Hornung, Riemerling/Ottobrunn 1988, ISBN 3-88804-024-8.
- Alte Landshuter Orts-, Flur- und Straßennamen. Architekturbüro Wohlgemuth, Landshut 1994.
- Militärgeschichtliche Chronik der Garnisonsstadt Landshut. Stadt Landshut, Landshut 1994.
- Ursulinenklosterkirche St. Joseph, Landshut (= Kleine Kunstführer. Nr. 2119). Schnell und Steiner, Regensburg 1994.
- Die Kriegerdenkmäler in Stadt und Landkreis Landshut. Kneidl und Pfaffinger, Landshut 2000, ISBN 3-924728-64-X.
- Achdorf, Stadtpfarrkirche St. Margaret. Hoffmann, Landshut 2005, ISBN 3-936690-02-2.